# Line Mode Browser
Line Mode Browser（ラインモードブラウザ、LMB、www）は、2番目に開発されたウェブブラウザ。複数のオペレーティングシステムに移植された最初のブラウザである。単純なコマンドラインインタフェースを使用するため、様々なコンピュータや端末からインターネットにアクセスできる。1990年に開発が始まり、その後 World Wide Web Consortium (W3C) がlibwwwライブラリの使用例および評価用コードとして保守してきた。

## 歴史
CERNでの "World Wide Web" プロジェクトの基本的コンセプトのひとつとして「誰でも読めること」があった。1990年、ティム・バーナーズ＝リーは既に世界初のブラウザ WorldWideWeb を書いていたが、このプログラムはNeXT製コンピュータ上でしか動作せず、NeXTのマシンはあまり普及していなかった。WYSIWYGエディタ機能も備えたWorldWideWeb をより一般的だがチームが不慣れな X Window System 向けに移植することは困難だった。チームはCERNでインターンとして働いていた数学科の学生ニコラ・ペローを新メンバーとし、ウェブページの編集機能を省いた基本的なブラウザを書かせ、当時の多くのコンピュータで使えるものにしようと考えた。Line Mode Browser という名称は、テレタイプ端末などの初期のコンピュータ端末でも使えるよう、文字だけを表示し、文字だけを入力するようにしたことに由来する。
開発は1990年11月に始まり、1990年12月には動作しはじめている。開発には、PRIAM (PRojet Interdivisionnaire d'Assistance aux Microprocesseurs) というCERN内のマイクロプロセッサ開発を標準化するプロジェクトの機材を使った。開発期間が短かったことの要因として、C言語を単純化した方言を使っていた点が挙げられる。当時、標準規格である ANSI C はまだ全プラットフォームで利用可能という状態ではなかった。1991年3月、VAX、RS/6000、Sun-4というシステム向けのバージョンが一部にリリースされた。一般公開バージョンをリリースする前に、素粒子物理学界でよく使われている CERN Program Library (CERNLIB) に組み込まれている。最初のベータ版が1991年4月8日にリリースとなった。1991年6月にはバーナーズ＝リーがネットニュースの alt.hypertext にてこのブラウザを紹介している。インターネット経由で（世界初のウェブサーバでもある） info.cern.ch というマシンにtelnetでログインし、誰でもこのブラウザを使うことが可能だった。いわばこれは最初のウェブアプリケーションとも言える。
1991年は World Wide Web のニュースが世界中に広まっていった年であり、CERNでのプロジェクトやドイツのDESYといった研究所に世界中の注目が集まるようになった。
最初の安定版であるバージョン1.1は、1992年1月にリリースされた。1992年10月にリリースされたバージョン1.21から、共通コードをライブラリ化したものを使用するようになった（このライブラリが後のlibwwwである）。主要開発者であるペローはMacWWWプロジェクトに関与するようになり、2つのブラウザは一部ソースコードが共通化されるようになった。1993年5月の World Wide Web Newsletter で、バーナーズ＝リーはこのブラウザをパブリックドメインとし、新規クライアントサポート作業を減らすことを発表。1995年3月21日、バージョン3.0のリリースをもってCERNは Line Mode Browser 保守の全責任をW3Cに移管した。Line Mode Browser と libwww は密接に結び付けられ、ブラウザ単体のリリースは1995年を最後とし、その後はlibwwwの一部とされるようになった。
電子メールでウェブページをフェッチして閲覧するAgoraは、Line Mode Browser をベースとしている。Line Mode Browser は各種OSで動作する唯一のウェブブラウザだったため、ウェブ黎明期には広く使われた。統計によれば、1994年1月からMosaicがウェブブラウザの状況を一変させ、Line Mode Browser を使って World Wide Web にアクセスするユーザーは2%にまで減った。テキストのみのウェブブラウザとしては、より柔軟性のあるLynxが登場し、Line Mode Browser はほぼ役目を終えた。その後はlibwwwの評価用アプリケーションとなっている。

## 操作モード
Line Mode Browser は単純であり、いくつかの制限がある。任意のOS上で動作するよう設計されており、いわゆるダム端末でも使える。ユーザインタフェースは可能な限り単純化されている。コマンドラインインタフェースで Uniform Resource Locator (URL) を指定して起動する。すると要求したウェブページがテレタイプ端末のように1行ずつ画面に表示される。HTMLの最初のバージョンを使ってウェブページを表示する。表示の体裁は、大文字の使用、字下げ、改行で対応している。ヘッダ要素は大文字で表示され、行の中央に字下げされ、通常のテキストとは空行を挟んで表示する。
ナビゲーションはマウスや矢印キー (arrow keys) などのポインティングデバイスを使用せず、テキストコマンドを入力することで対応している。テキスト内の各リンクには括弧で囲まれた番号が表示されており、リンクをたどるにはその番号を入力する。そのため、あるジャーナリストは「ウェブとは、番号をタイプすることで情報を探す手段である」と記事に書いていた。空コマンド（キャリッジ・リターン）を入力するとページが下にスクロールされ、"u" というコマンドで上にスクロールできる。"b" というコマンドを入力すると閲覧履歴上の前のページに戻ることができ、新たなページを閲覧したい場合は "g http://..." のようにURLを入力する。
このブラウザはウェブページ編集機能を持たず、単に閲覧するだけである。開発者の1人ロバート・カイリューはこれを問題とし、次のように述べている。

「プロジェクト全体の最大の誤りは Line Mode Browser を一般公開したことだったと今にして思う。それによってインターネット・ハッカーたちが素早くアクセスできたが、編集機能のない受動的なブラウザの観点しか提供しなかった」

## 機能と特徴
Line Mode Browser はクロスプラットフォームとなるよう設計された。公式に移植されたプラットフォームとしては、Apollo/Domain、IBM RS/6000、DECstation/Ultrix、VAX/VMS、VAX/Ultrix、MS-DOS、UNIX、Windows、Mac OS、Linux、MVS、VM/CMS、FreeBSD、Solaris、Mac OS Xがある。File Transfer Protocol (FTP)、Gopher、Hypertext Transfer Protocol (HTTP)、Network News Transfer Protocol (NNTP)、Wide Area Information Server (WAIS) といった各種プロトコルをサポートしている。
また、rlogin、telnet、ハイパーリンク、キリル文字サポート（1994年11月25日のバージョン2.15で追加）、プロキシクライアントとしての設定といった機能もある。バックグラウンドプロセスとして起動してファイルのダウンロードを行うこともできる。Line Mode Browser は、文字実体参照の解釈、複数の空白を詰めない、テーブルとフレームのサポートなどの問題がある。